# Mandana Karimi
Pour les articles homonymes, voir Karimi.
 (janvier 2016).
Mandana Karimi (persan : ماندانا کریمی) est une actrice de Bollywood d'origine iranienne installée en Inde. Après avoir fait une carrière de mannequin, elle joue dans le film Bhaag Johnny, où elle tient le rôle principal. Elle a participé à la téléréalité présentée par Salman Khan Bigg Boss (saison 8).

## Filmographie
| Année | Titre                     | Rôle           | Notes               |
| ----- | ------------------------- | -------------- | ------------------- |
| 2015  | Roy (en)                  | Anita          | Apparition spéciale |
| 2015  | Bhaag Johnny              | Rachel D'costa |                     |
| 2015  | Main Aur Charles (en)     | Liz            |                     |
| 2016  | Kyaa Kool Hain Hum 3 (en) | Shalu          |                     |
| 2016  | Xuanzang (en)             | Rajyashri      |                     |

## Télévision
| Année   | Titre                   | Rôle      | Note                                  |
| ------- | ----------------------- | --------- | ------------------------------------- |
| 2015–16 | Bigg Boss 9 (en)        | Elle-même | 3e place - Jour 105 (23 janvier 2016) |
| 2016    | Comedy Nights Live (en) | Elle-même | Invitée                               |